# Ann Willing
Ann (o Anne) Louisa Bingham (Filadelfia, 1º agosto 1764 – 11 maggio 1801) è stata una politica statunitense.

## Biografia
Era la figlia maggiore di Thomas Willing, il primo presidente della Prima Banca degli Stati Uniti, e di sua moglie, Anne McCall. 
I suoi nonni paterni erano Charles Willing, che per due volte è stato sindaco di Filadelfia, e Anne Shippen (una nipote di Edward Shippen, che era il secondo sindaco di Filadelfia). Suo zio, James Willing, era un commerciante di Filadelfia che in seguito prestò servizio come rappresentante del Congresso continentale. I suoi nonni materni erano Samuel McCall e Anne Searle.

## Matrimonio
Sposò William Bingham (8 marzo 1752-7 febbraio 1804), senatore degli Stati Uniti. Ebbero tre figli:
- Ann Louisa Bingham (1782-?)[1], sposò Alexander Baring, I barone Ashburton, ebbero nove figli;
- Maria Matilda Bingham (1783-1849), sposò in prime nozze Jacques Alexandre, conte di Tilly, in seconde nozze Henry Baring, ebbero cinque figli, e in terze nozze il marchese de Blaisel[2], non ebbero figli;
- William Bingham (1800-1852), sposò Marie-Charlotte Chartier de Lotbiniere, ebbero sei figli.

## Morte
Corrispondeva, tra gli altri, con il presidente Thomas Jefferson, le cui lettere avrebbero portato Jefferson alla costruzione della Carta dei Diritti degli Stati Uniti. Attraverso molte lettere, convinse Jefferson che la Costituzione non sarebbe durata e che la maggioranza avrebbe ostacolato ai singoli cittadini i loro diritti ostacolati. Jefferson fu infine convinto e, a sua volta, presentò le sue idee a James Madison (forse non avrebbe usato il suo nome a causa della natura delle idee) e Madison accettò la proposta. Madison, quindi, propose la Dichiarazione dei diritti e le idee di Ann sono state adottate dal Congresso.
Fu anche la modella per i ritratti multipli del pittore Gilbert Stuart. La leggenda narra che Ann sia stata il modello di Lady Liberty sul conio americano "Draped bust" durante il primo decennio del XIX secolo, ma ciò non è stato dimostrato.
Ann, malata, decise di partì per Madera, ma morì lungo il tragitto nelle Bermuda, dove fu sepolta nel cimitero della chiesa di San Pietro.